# Palaeorhiza bagudai
Palaeorhiza bagudai är en biart som beskrevs av Cheesman 1948. Palaeorhiza bagudai ingår i släktet Palaeorhiza och familjen korttungebin. Inga underarter finns listade i Catalogue of Life.